# Timothy Joel Cahill
Timothy Joel "Tim" Cahill (Sydney, Austràlia, 6 de desembre de 1979), és un jugador de futbol australià d'ascendència samoana ja retirat que jugava en la posició de centrecampista.
Cahill ha estat internacional amb la selecció de futbol d'Austràlia en 34 ocasions des que va debutar l'any 2004 i amb la qual ha marcat 18 gols i ha participat en dues Copes del Món.